# Mirosław Bulzacki
Mirosław Andrzej Bulzacki (ur. 23 października 1951 w Łodzi) – polski piłkarz grający na pozycji obrońcy, a także trener. Reprezentant Polski.

## Życiorys
W trakcie kariery sportowej jego głównym klubem był ŁKS Łódź. 7 grudnia 1975 w przegranym 0:3 meczu 1/8 finału Pucharu Polski ŁKS na wyjeździe ze Stoczniowcem w Gdańsku otrzymał czerwoną kartkę, a następnie został ukarany przez PZPN za niesportowe zachowanie karą dyskwalifikacji na osiem meczów ekstraklasy.
W reprezentacji narodowej rozegrał 23 mecze. Uczestniczył w meczu z Anglią w 1973 na stadionie Wembley. Był także w kadrze na Mistrzostwa Świata w 1974.
Absolwent Technikum Samochodowego w Łodzi. W latach 1974–1979 studiował na Wydziale Trenerskim Akademii Wychowania Fizycznego w Warszawie. Po zakończeniu kariery został trenerem piłkarskim. Trenował od 1985 przez dwa lata drużynę juniorów młodszych w niemieckim klubie TV Wehingen. Również w latach 80. przez kilka miesięcy był zawodnikiem Dozametu Nowa Sól. W marcu 1988 powrócił do Wehingen, aby trenować seniorów. W sierpniu 1992 objął zespół juniorski ŁKS-u. Od 1996 do 1999 pracował też w Pogoni Zduńska Wola i Unii Skierniewice. Objął później funkcję jednego z trenerów Szkoły Mistrzostwa Sportowego w Łodzi.
Przystąpił do Platformy Obywatelskiej. Bez powodzenia kandydował z listy tej partii w wyborach do Parlamentu Europejskiego w 2009 z okręgu łódzkiego.

## Kariera reprezentacyjna
| lp. | Data                 | Miejsce       | Przeciwnik        | Rezultat | Rozgrywki       | Grał   |
| --- | -------------------- | ------------- | ----------------- | -------- | --------------- | ------ |
| 1.  | 13 maja 1973         | Warszawa      | Jugosławia        | 2–2      | towarzyski      | 90'    |
| 2.  | 16 maja 1973         | Wrocław       | Irlandia          | 2–0      | towarzyski      | 90'    |
| 3.  | 6 czerwca 1973       | Chorzów       | Anglia            | 2–0      | elim. MŚ 1974   | 90'    |
| 4.  | 1 sierpnia 1973      | Toronto       | Kanada            | 3–1      | towarzyski      | 90'    |
| 5.  | 3 sierpnia 1973      | Chicago       | Stany Zjednoczone | 1–0      | towarzyski      | 90'    |
| 6.  | 5 sierpnia 1973      | Los Angeles   | Meksyk            | 1–0      | towarzyski      | 90'    |
| 7.  | 8 sierpnia 1973      | Monterrey     | Meksyk            | 2–1      | towarzyski      | 90'    |
| 8.  | 10 sierpnia 1973     | San Francisco | Stany Zjednoczone | 4–0      | towarzyski      | 90'    |
| 9.  | 12 sierpnia 1973     | New Britain   | Stany Zjednoczone | 0–1      | towarzyski      | 90'    |
| 10. | 19 sierpnia 1973     | Warna         | Bułgaria          | 2–0      | towarzyski      | od 37' |
| 11. | 26 września 1973     | Chorzów       | Walia             | 3–0      | elim. MŚ 1974   | 90'    |
| 12. | 10 października 1973 | Rotterdam     | Holandia          | 1–1      | towarzyski      | 90'    |
| 13. | 17 października 1973 | Londyn        | Anglia            | 1–1      | elim. MŚ 1974   | 90'    |
| 14. | 21 października 1973 | Dublin        | Irlandia          | 0–1      | towarzyski      | 90'    |
| 15. | 17 kwietnia 1974     | Liège         | Belgia            | 1–1      | towarzyski      | 90'    |
| 16. | 15 maja 1974         | Warszawa      | Grecja            | 2–0      | towarzyski      | do 46' |
| 17. | 1 września 1974      | Helsinki      | Finlandia         | 2–1      | elim. Euro 1976 | 90'    |
| 18. | 4 września 1974      | Warszawa      | NRD               | 1–3      | towarzyski      | 90'    |
| 19. | 7 września 1974      | Wrocław       | Francja           | 0–2      | towarzyski      | od 46' |
| 20. | 26 marca 1975        | Poznań        | Stany Zjednoczone | 7–0      | towarzyski      | od 61' |
| 21. | 10 września 1975     | Chorzów       | Holandia          | 4–1      | elim. Euro 1976 | 90'    |
| 22. | 8 października 1975  | Łódź          | Węgry             | 4–2      | towarzyski      | od 46' |
| 23. | 15 października 1975 | Amsterdam     | Holandia          | 0–3      | elim. Euro 1976 | 90'    |